# Spilosoma niceta
Spilosoma niceta là một loài bướm đêm thuộc phân họ Arctiinae, họ Erebidae.